# Anche il tempo può aspettare
Anche il tempo può aspettare è un brano musicale del cantante italiano Antonio Maggio, pubblicato come terzo singolo del suo primo album, Nonostante tutto, uscito nel 2013.
Il brano viene presentato in anteprima al Music Summer Festival – Tezenis Live.